# Willy-Brandt-Platz (Bremen)
Der Willy-Brandt-Platz ist ein Platz in Bremen an der Grenze der Stadtteile Mitte und Findorff. 
Er trägt den Namen des Friedensnobelpreisträgers, Politikers und SPD-Vorsitzenden Willy Brandt, der von 1969 bis 1974 vierter Bundeskanzler der Bundesrepublik Deutschland war. 
Der Platz ist der kleinere Bahnhofsvorplatz an der Nordseite des Hauptbahnhofs von Bremen von 1889. Direkt am Platz befindet sich die Bürgerweide, seit dem 18. Jahrhundert eine Veranstaltungsfläche, auf der aktuell der Bremer Freimarkt, die Osterwiese sowie jede Woche am Sonntag der wichtigste Bremer Flohmarkt stattfindet und wo sich ansonsten Stellplätze befinden. Am Rande der Fläche stehen die Stadthalle Bremen, das Congress Centrum Bremen, die Messehallen mit Parkhaus und das Kulturzentrum Schlachthof.
Die am Platz befindlichen Straßen wurde  benannt als Theodor-Heuss-Allee nach dem  ersten Bundespräsident Theodor Heuss und dem Klangbogen, einer Fußgängerzone, die vorbei an Klangobjekten und Leuchtern zur Stadthalle führt. 

## Geschichte
Die Nordseite des Bahnhofs und der Freimarkt konnten bis um 2000 nur durch den recht engen, seitlich Lloydtunnel und durch den Gustav-Deetjen-Tunnel erreicht werden. Um diese Zeit wurde der Durchgang im Hauptbahnhof ausgebaut und der Nordausgang zur Bürgerweide geschaffen, ausgestattet mit einer großzügigen Vorhalle. Die vorhandene Fläche wurde zu einem Platz gestaltet und der Lloydtunnel geschlossen. Das östliche Gebäude als Teil des Lloyd-Bahnhofs wurde abgerissen und an dieser Stelle entstand ein Hotel. Westlich wurde ein Gebäudekomplex mit zwei Innenhöfen für Geschäfte und Büros gebaut.  

## Gebäude um den Platz

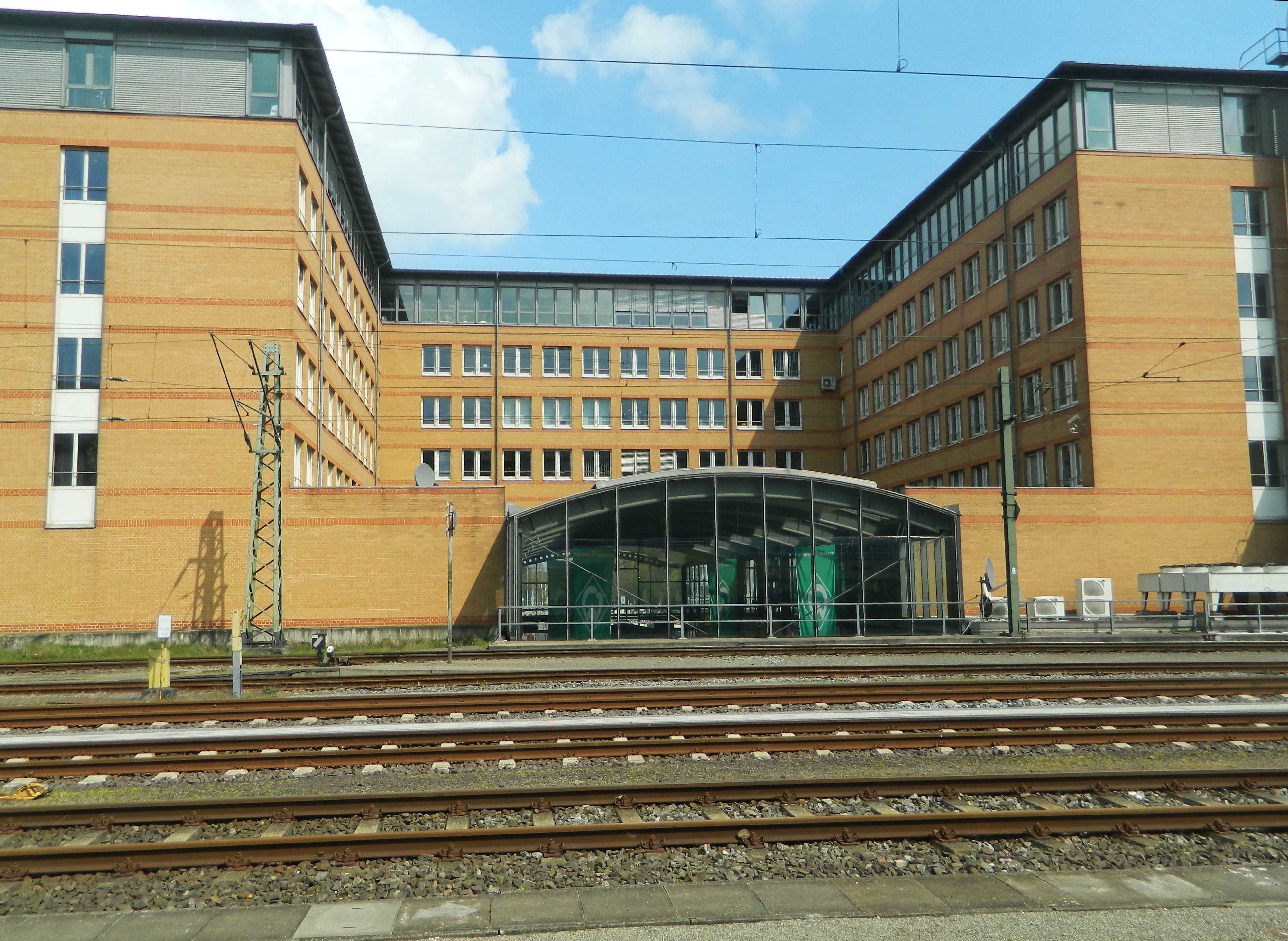
Nordeingang von der Gleisseite

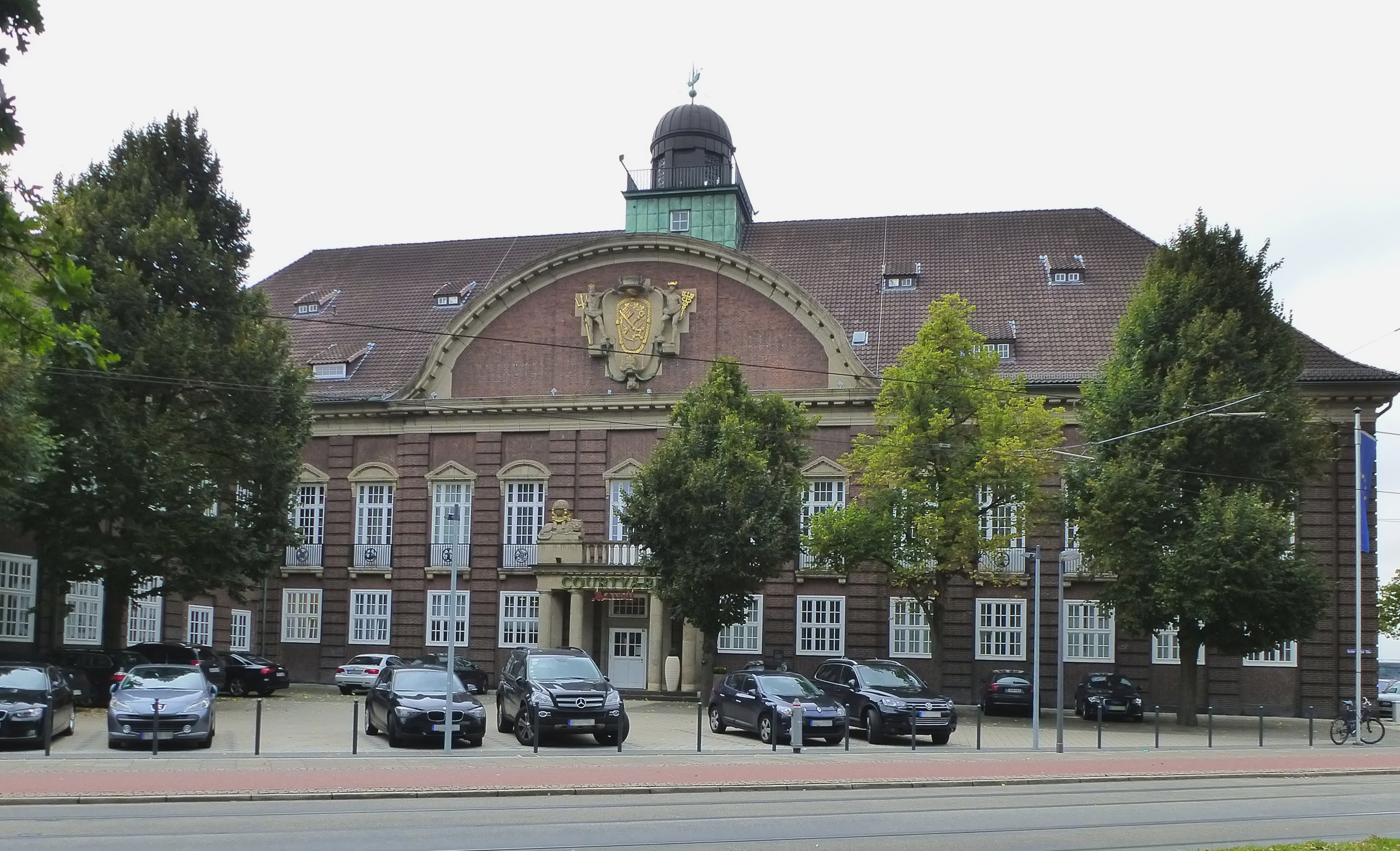
Lloyd-Bahnhof

- Nr. 1/3: Durch das u-förmige, 7-geschossige Geschäftshaus Hauptbahnhof werden die Bahngleise, das südliche Empfangsgebäude, der Bremer Bahnhofsplatz und die Innenstadt erreicht.
- Nr. 7: Westlich steht der sechsgeschossige verklinkerte Geschäftshauskomplex mit Läden sowie
  - der Bundespolizeiinspektion
  - dem Umweltbetrieb Bremen
  - dem Bremer Entsorgungsbetriebe Bremen
  - der Verkehrsverbund Bremen/Niedersachsen GmbH (VBN)
  - der Zweckverband Verkehrsverbund Bremen/Niedersachsen (zvbn)
  - der DB Cargo AG, Vertriebsgebiet Nord in Bremen
- Nr. 2: Östlich steht das neue (2010) sechsgeschossige Hotel Marriot Courtyard Bremen nach Plänen von Schulze & Partner im Bereich des teilweise abgerissenem ehemaligen Lloyd-Bahnhofs von 1913.
- Hinter dem Hotel steht der zweigeschossige ehemalige, neobarocke, Lloyd-Bahnhof von 1913 nach Plänen von Rudolf Jacobs, später bis 1970  Verwaltungsgebäude der Reederei Norddeutscher Lloyd, heute im Hotelkomplex einbezogen.

## Verkehr
- Parkhaus Bahnhof Nordausgang
- Parken auf der Bürgerweide
- Fahrradparkhaus neben dem Platz seit 1995